# دينكو هالاتشيف
دينكو هالاتشيف مواليد 22 أكتوبر 1984 في هاسكوفو، هو لاعب كرة مضرب بلغاري بدأ مسيرته كمحترف سنة 2001 يلعب باليد اليسرى. أعلى تصنيف له في الفردي كان 857. أعلى تصنيف له في الزوجي كان 512.

## روابط خارجية
- دينكو هالاتشيف على موقع رابطة محترفي التنس (الإنجليزية)
- دينكو هالاتشيف على موقع الاتحاد الدولي لكرة المضرب (الإنجليزية)
- دينكو هالاتشيف على موقع كأس ديفيز (الإنجليزية)
- دينكو هالاتشيف على موقع خلاصة التنس.كوم (الإنجليزية)